# Mimi Chakraborty

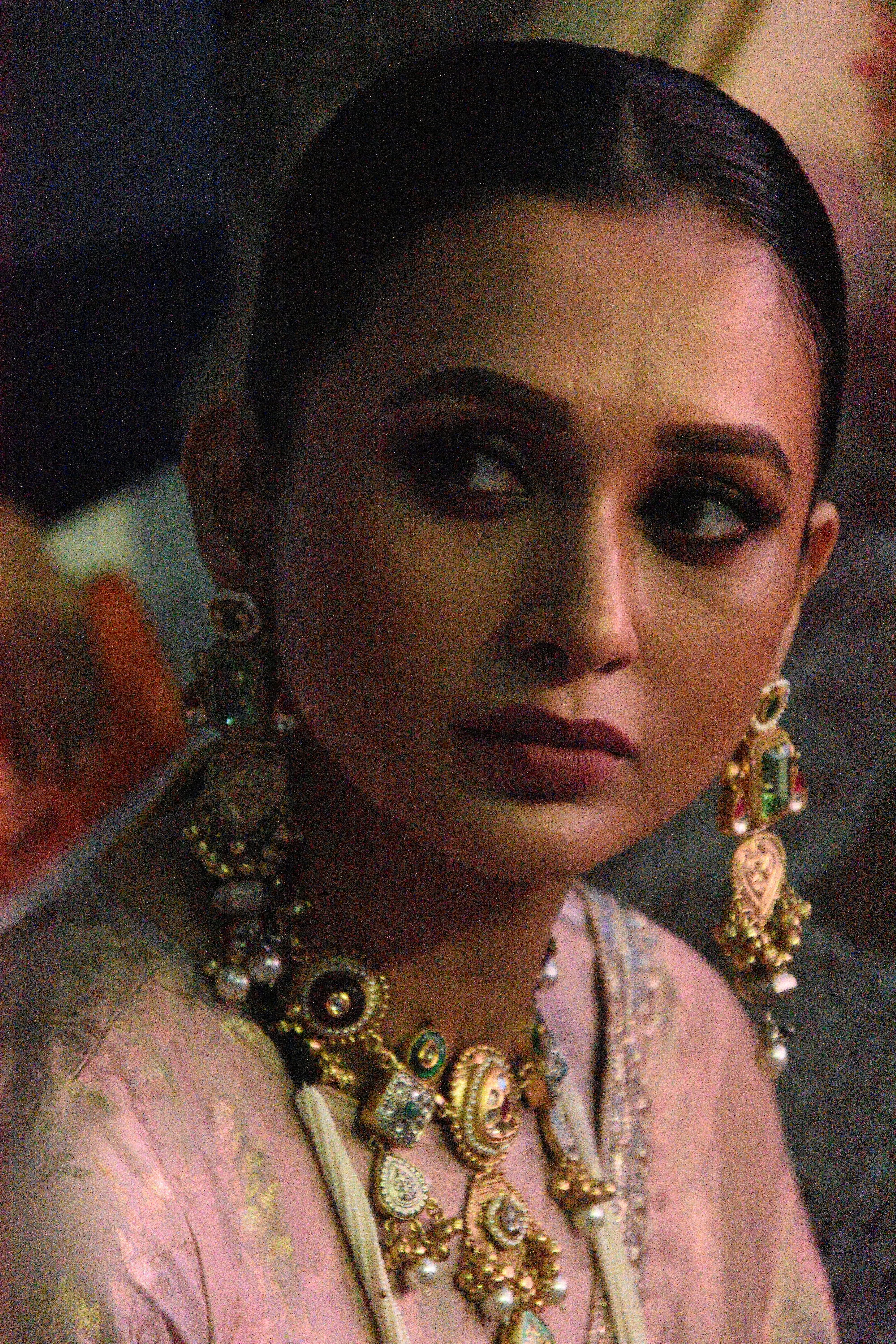
Mimi Chakraborty

Mimi Chakraborty (* 11. Februar 1989 in Jalpaiguri, Westbengalen) ist eine indische Schauspielerin, Sängerin und Politikerin. Sie ist für ihre Arbeit im bengalischen Kino und Fernsehen bekannt. Ihr Debütfilm war Bapi Bari Jaa, in dem sie die weibliche Hauptrolle Dola spielte. Sie wurde in der Calcutta Times-Liste der begehrtesten Frauen 2016 und 2020 als begehrteste Frau aufgeführt.

## Filmographie
- Bapi Bari Jaa[1] (2012)
- Bojhena Shey Bojhena[2] (2012)
- Proloy[2] (2013)
- Bangali Babu English Mem[2] (2014)
- Golpo Holeo Shotti[3] (2014)
- Yoddha: The Warrior[4] (2014)
- Khaad[5] (2014)
- Jamai 420[6] (2015)
- Katmundu[7] (2015)
- Sudhu Tomari Jonyo[8] (2015)
- Ki Kore Toke Bolbo[9] (2016)
- Kelor Kirti[10] (2016)
- Gangster[11] (2016)
- Posto[12] (2017)
- Amar Aponjon (2017)
- Dhananjay (2017)
- Total Dadagiri (2018)
- Uma (2018)
- Crisscross (2018)
- Villain (2018)
- Mon Jaane Na (2019)
- Dracula Sir[13] (2020)
- SOS Kolkata (2020)
- Baazi (2021)
- Mini[14] (2022)
- Khela Jawkhon[15] (2022)
- Raktabeej[16] (2023)
- Shastry Virudh Shastry (2023)
- Palasher Biye (2024)
- Alaap (2024)
- Toofan (2024)

## Fernsehen
- Champion (2008)
- Gaaner Oparey (2010–11)
- Didi No. 1 (2013)
- Didi No. 1 (2019)
- Durga Durgotinashini[17] (2020)
- Didi No. 1[18] (2022)
- Jaha Bolibo Shotto Bolibo (2024)

## Auszeichnungen
- "Tele Samman" (2011)
- "Big Bangla Rising Star Awards"[19] (2013)
- "71st Annual BFJA Awards" (2013)